# Megascops watsonii
Megascops watsonii е вид птица от семейство Совови (Strigidae).

## Разпространение
Видът е разпространен в Боливия, Бразилия, Венецуела, Гвиана, Еквадор, Колумбия, Перу, Суринам и Френска Гвиана.